# Hadrosauriformes

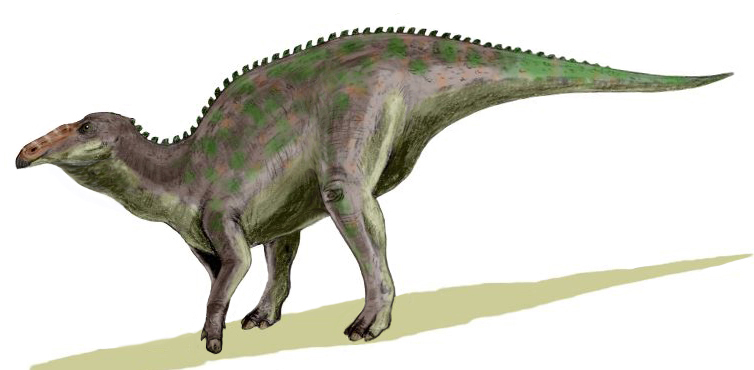
Anatosaurus annectens

De Hadrosauriformes zijn een groep euornithopode dinosauriërs.
De Amerikaanse paleontoloog Paul Sereno benoemde in 1986 een hyperfamilie Iguanodontoidea die een superfamilie Hadrosauroidea omvatte. In 1997 besloot Sereno dat het niet zo fraai was om twee niveaus dezelfde uitgang te geven en benoemde daarom een taxon Hadrosauriformes in plaats van Iguanodontoidea. Dit taxon gaf hij geen rang maar werd, zoals toen gebruikelijk was geworden, door hem in 1998 gedefinieerd als rangloze klade: de groep bestaande uit de laatste gemeenschappelijke voorouder van Iguanodon en Parasaurolophus en al zijn afstammelingen. In 2005 verfijnde Sereno de definitie door ook de soortnamen te geven: Iguanodon bernissartenis (Boulenger 1881) en Parasaurolophus walkeri (Parks 1922). Sereno beschouwt een concept Iguanodontoidea naast zijn Hadrosauriformes als overbodig.
De hadrosauriformen bestaan uit middelgrote tot reusachtige herbivoren die bekend zijn van alle werelddelen, behalve Antarctica; de oudste resten zijn die van Iguanodon in Engeland uit het Valanginien, zo'n 133 miljoen jaar geleden. De groep stierf uit aan het einde van het Krijt, 65 miljoen jaar geleden, samen met alle andere dinosauriërs behalve de vogels.